# Приковци
Приковци (на македонска литературна норма: Приковци) е село в североизточната част на Северна Македония, община Кратово.

## География
Селото e разположено на 6 километра югозападно от общинския център Кратово, след село Шлегово.

## История
В османски данъчни регистри на немюсюлманското население от вилаета Кратова от 1618-1619 година селото е отбелязано под името Приковче с 12 джизие ханета (домакинства). Списък на селищата и на немюсюлманските домакинства в същия вилает от 1637 година сочи 14 джизие ханета в Прикофче.
В XIX век Приковци е малко изцяло българско село в Кратовска кааза на Османската империя. Според статистиката на Васил Кънчов („Македония. Етнография и статистика“) от 1900 г. Приковци има 100 жители, всички българи християни.
В началото на XX век население на селото са под върховенството на Българската екзархия. По данни на секретаря на екзархията Димитър Мишев („La Macédoine et sa Population Chrétienne“) през 1905 година в Приковци (Prikovtzi) има 144 българи екзархисти.
При избухването на Балканската война в 1912 година 1 човек от селото е доброволец в Македоно-одринското опълчение.

## Личности
Родени в Приковци
- Игнат Арсов Спиров, македоно-одрински опълченец, 2 рота на 3 солунска дружина[6] За бойни отличия и заслуги през Първата световна война е награден с ордени „За военна заслуга“ и „За храброст“, IV степен.[7]
- Марко Илиев, български революционер, деец на ВМОРО
- Милош Давитков, български революционер, четник на Дончо Ангелов в 1914 година[8]
- Стойче Радев, български революционер, четник на Дончо Ангелов в 1914 година[8]

- Църквата „Свети Георги“
- Църквата „Света Петка“